# Gijón Open
Il Gijón Open è stato un torneo di tennis maschile disputato inizialmente con una licenza per un solo anno, facente parte del circuito ATP Tour 250. Si giocava sui campi indoor in cemento del Palacio de Deportes de Gijon a Gijón, in Spagna.
La prima edizione si è svolta dal 10 al 16 ottobre 2022 e il direttore del torneo era l'ex tennista spagnolo Tomás Carbonell.
Il torneo è stato introdotto a causa delle cancellazioni di alcuni tornei del circuito maggiore dovute alla pandemia di COVID-19 e alla cancellazione per il terzo anno successivo dei tornei disputati in Cina. Nel 2024 il torneo, assente per l'anno 2023, viene ripristinato con una nuova edizione intitolata Watergen Gijón Open grazie ad un riordino dei tornei di fine anno che hanno lasciato spazio disponibile per l'introduzione di un altro torneo. Tuttavia a causa del ritiro dello sponsor, un'azienda israeliana, a causa del riconoscimento della Palestina da parte della Spagna, e alla conseguente mancanza di uno sponsor, l'edizione è stata annullata (e sostituita in calendario dallo Srpska Open).

## Albo d'oro

### Singolare
| Anno       | Vincitore     | Finalista       | Punteggio     |
| ---------- | ------------- | --------------- | ------------- |
| 2024- 2023 | Non disputato | Non disputato   | Non disputato |
| 2022       | Andrej Rublëv | Sebastian Korda | 6–2, 6–3      |

### Doppio
| Anno       | Vincitori                      | Finalisti                         | Punteggio              |
| ---------- | ------------------------------ | --------------------------------- | ---------------------- |
| 2024- 2023 | Non disputato                  | Non disputato                     | Non disputato          |
| 2022       | Máximo González Andrés Molteni | Nathaniel Lammons Jackson Withrow | 6(6)–7, 7–6(4), [10–5] |